# Сен-Рик'є (абатство)
50°08′03″ пн. ш. 1°56′55″ сх. д. / 50.13416667° пн. ш. 1.94861111° сх. д.
Сен-Рик'є (фр. Saint-Riquier, лат. Centula) — колишнє бенедиктинське абатство у Франції, один із головних монастирів в імперії Карла Великого та один із центрів Каролінгського відродження. Абатство розташоване в селищі Сен-Рик'є в 7 км на північний схід від міста Абвіль, в департаменті Сомма, регіон Пікардія. Стародавні манускрипти монастирської бібліотеки, що збереглися, мають велику культурну цінність. Хроніка абатства Сен-Рік'є монастирського літописця Аріульфа (1060—1143) є важливим джерелом з історії Франції XI—XII століть.

## Історія
Бенедиктинське абатство засноване близько 625 року святим Ріхарієм (Сен-Рик'є). Спочатку було невеликим поселенням ченців-еремітів і мало маленьку церкву. Розквіт абатства припав на період 790—814 років, коли його очолював святий Ангільберт, видатний діяч Каролінгського відродження, учень Алкуїна та наставник сина Карла Великого Піпіна. Ангільберт повністю перебудував монастир, створивши великий монастирський комплекс з багатьма будівлями й трьома храмами — Святого Спасителя, Діви Марії та Святого Бенедикта. Основна частина робіт була виконана в останнє десятиліття VIII століття, причому Карл Великий особисто виділяв кошти на будівництво абатства.
Центральний храм Святого Спасителя мав 104 метри завдовжки, 25 завширшки та 25 заввишки. Головним архітектурним нововведенням храму був перший в історії архітектури Європи вестверк. Монастирська базиліка Сен-Рик'є послужила зразком для десятків пізніших романських церков каролінгського періоду та пізніших. У період розквіту абатство Сен-Рик'є було багатим землевласником, навколо нього виросло поселення (сучасне Сен-Рик'є). Ангільберт відкрив при абатстві школу, скрипторій та багату бібліотеку. Частина манускриптів монастирської бібліотеки збереглася й нині перебуває у Національній бібліотеці в Парижі. За Ангільберта в Сен-Рик'є було близько 300 ченців і 100 учнів у школі, крім того, для свого захисту монастир містив гарнізон чисельністю близько 100 солдатів.

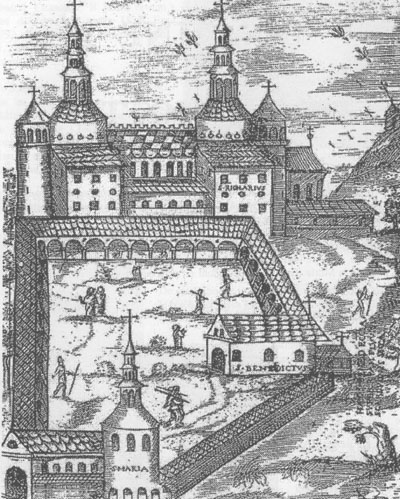
Сен-Рик'є в 1672 році

У 881 році монастир був зруйнований в ході набігу норманів, майже відразу відновлений, проте своє колишнє значення йому повернути не вдалося. Протягом наступних століть абатство багаторазово зазнавало набігів і пограбувань. У 1131 році його спалив Гуго III де Кампдавен, граф де Сен-Поль. У XIII столітті абатство відновили, але в 1421 його знову зруйнували в ході Столітньої війни. У XVI столітті абатство розорили іспанські війська під час війни із Францією. У XVII столітті увійшло до складу конгрегації мавристів і було частково відновлене.
Під час Французької революції в 1791 році абатство закрили, як і інші французькі монастирі. Багато будинків зруйнували. У 1840 році внесено Проспером Меріме, який обіймав посаду головного інспектора історичних пам'яток, до списку історичних пам'яток, після чого частково відбулася часткова реконструкція пам'ятки. Монастирська церква стала звичайною парафіяльною, у реконструйованих будівлях розміщувалися військовий госпіталь та семінарія.
1972 року викуплено державою, після чого в монастирі розмістився «музей і культурний центр Сен-Рик'є». З 1985 року в абатстві проводиться щорічний фестиваль класичної музики.

## Церква

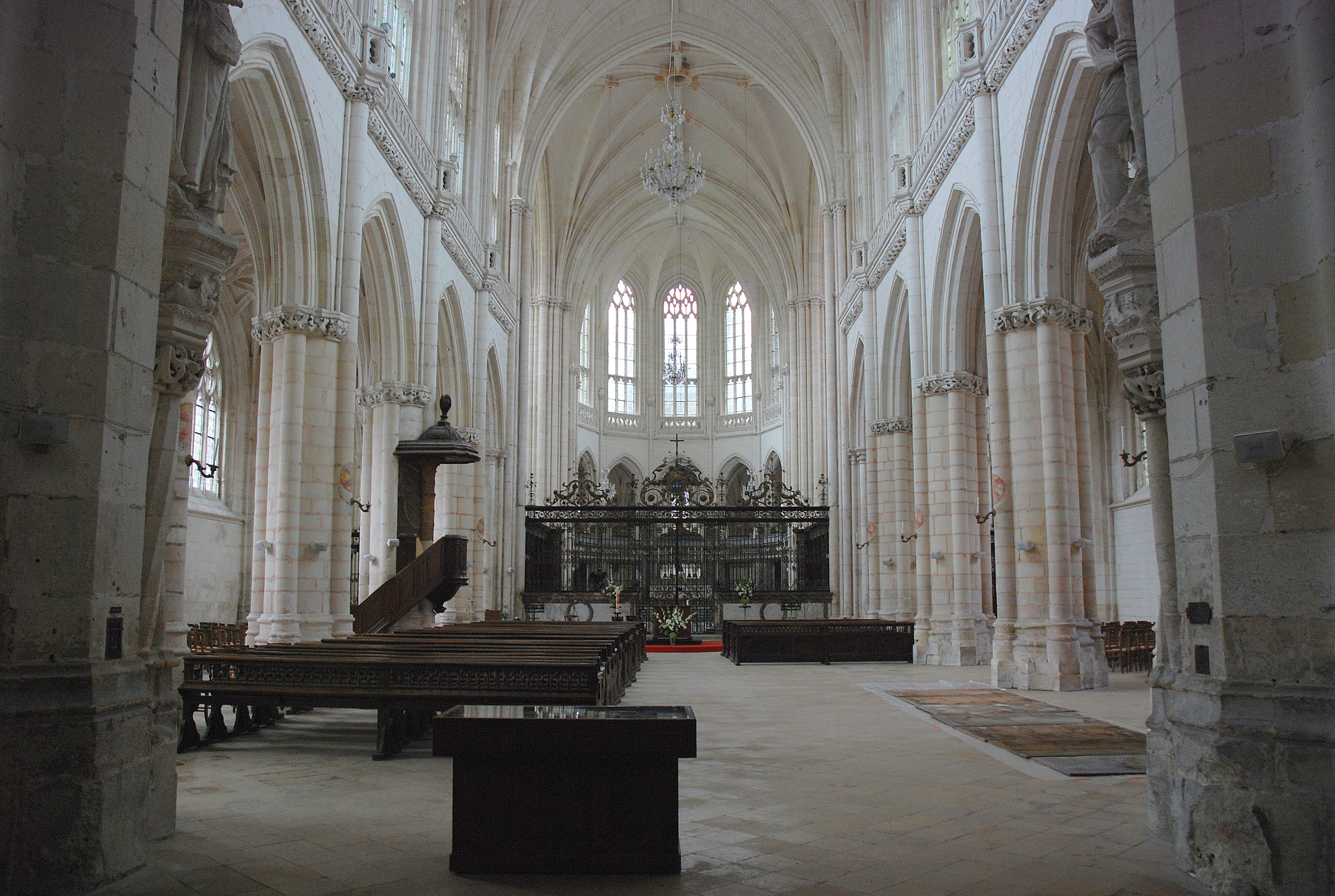
Інтер'єр церкви

Від каролінгської церкви VIII століття до нашого часу не дійшло майже нічого. Церкву неодноразово руйнували протягом історії і щоразу відновлювали після руйнування, вона набула нових рис, головним чином готичних. Реконструкції храму, що визначили його сучасну подобу, йшли з середини XIII по XVI століття. В архітектурі церкви можна простежити різноманітні етапи розвитку готичного стилю. Довжина церкви — 96 метрів, ширина — 27 метрів, висота — 50 метрів. Фасад церкви створений у стилі полум'янистої готики у XV столітті. В інтер'єрі збереглося кілька картин XVII ст.